# Schlacht bei Guilford Court House
Die Schlacht bei Guilford Court House im Amerikanischen Unabhängigkeitskrieg fand am 15. März 1781 in der Nähe der Stadt Greensboro in North Carolina statt. Das Gefecht endete mit einem verlustreichen Sieg der britischen Truppen unter Lieutenant-General Charles Cornwallis über Major-General Nathanael Greenes zahlenmäßig mehr als doppelt so starke amerikanische Armee.

## Historischer und strategischer Zusammenhang
Der zunehmend intensive und brutale Guerilla-Krieg in South Carolina sowie die vom Maßstab her bescheidenen, doch empfindlichen, Niederlagen bei Kings Mountain und Cowpens brachten den britischen Oberkommandierenden im Süden General Cornwallis zu der Überzeugung, nur durch eine Entscheidungsschlacht gegen die amerikanische Süd-Armee General Greenes die britische Position im Süden retten zu können. Daher begann er Ende Januar 1781 die Verfolgung der Amerikaner mit einem Teil seiner Truppen; den Rest ließ er in den Garnisonen des Südens (v. a. Charleston und Savannah) zurück. Greene wich dieser Entscheidungsschlacht jedoch aus, zog sich nach Norden zurück und in den folgenden Wochen lieferten sich verschiedene britische und amerikanische Armeeteile eine Verfolgungsjagd durch South- und North Carolina.
Dabei ging Cornwallis für die Kriegsführung seiner Zeit äußerst unkonventionell vor, indem er das umfangreiche Gepäck seiner Armee verbrennen ließ, um schneller voranzukommen. Somit marschierten die britischen Truppen zwar schneller und es gelang ihnen mehrmals beinahe, die Amerikaner einzuholen, doch diese Eilmärsche durch Feindesland (die erhoffte Unterstützung durch Loyalisten in North Carolina blieb fast völlig aus) schwächten die britischen Einheiten sehr. Greene hingegen erhielt Verstärkungen und Nachschub aus Virginia und fühlte sich stark genug, um Cornwallis am 17. März 1781 in der Nähe von Guilford Court House die Schlacht anzubieten.

## Beteiligte Kräfte
General Greenes amerikanische Armee bestand aus etwa 1.500 Kontinentaltruppen unter den Brigadier-Generals Isaac Huger und Otho Holland Williams und einer großen Anzahl Miliztruppen aus Virginia (unter den Brigadier-Generals Edward Stevens und Robert Lawson) und North Carolina (unter John Butler und Thomas Eaton); dazu ein kleines Kavallerie-Kontingent unter William Washington und Henry Lee sowie Scharfschützen unter Charles Lynch. Insgesamt verfügte Greene über etwa 4.500 Mann. Teile der Armee, vor allem die Kontinentaltruppen und die Kavallerietruppen, waren recht erfahren, doch die Milizen waren von insgesamt sehr mäßiger Kampfkraft.
Die britische Armee des Generals Cornwallis bestand aus den britischen 23rd (Royal Welch Fusiliers), 33rd (Duke of Wellington’s Regiment) und 71st (Fraser’s Highlanders) Regimentern, zwei Teil-Bataillonen der britischen Garde-Regimenter (unter Brigadier-General Charles O’Hara), dem hessischen Regiment von Bose, Banastre Tarletons British Legion, sowie einigen Elite-Kompanien leichter Infanterie (inklusive deutscher Jäger) und Grenadieren. Durch Verluste, Krankheiten und den anstrengenden Marsch waren sämtliche Einheiten stark zusammengeschrumpft und umfassten insgesamt nicht mehr als 1.900 einsatzfähige Männer, zum größten Teil kampferprobte Veteranen.

## Schlachtverlauf

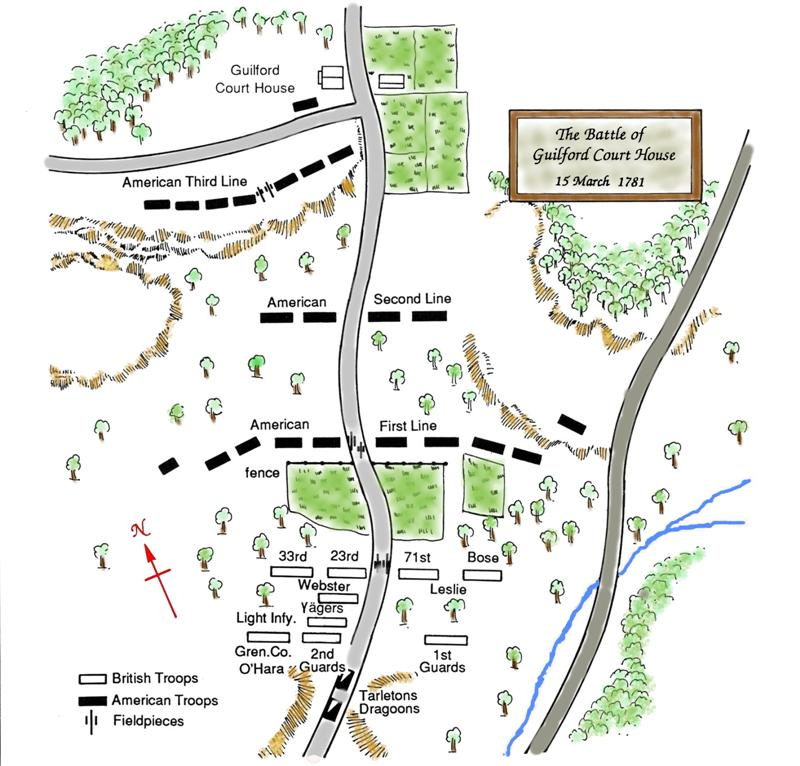
Schlachtaufstellung

General Greene wählte das Schlachtfeld sorgfältig aus; es bestand hauptsächlich aus Wald mit einigen Lichtungen um das Gerichtsgebäude von Guilford herum. Er versuchte, die erfolgreiche Schlachtaufstellung Daniel Morgans bei Cowpens, eine Art gestaffelte Verteidigung, zu kopieren, indem er eine Linie aus North Carolina–Miliz (unterstützt durch Kavallerie und Scharfschützen) in vorderster Front aufstellte, gefolgt von einer Linie Virginia–Miliz und schließlich seinen besten (Kontinental-)Truppen in der dritten Linie. Allerdings waren diese Truppenteile zu weit voneinander entfernt, um sich – wie bei Cowpens – optimal zu unterstützen und auch General Greene selbst fehlte Daniel Morgans Geschick auf dem Schlachtfeld.
Earl Cornwallis griff diese komplizierte amerikanische Schlachtordnung mit all seinen Truppen frontal an; seine linke Brigade aus Leichter Infanterie, dem 33rd und dem 23rd wurde von Brigadier-General James Webster, die rechte Brigade mit dem 71st und dem Regiment Bose von Major-General Alexander Leslie kommandiert. Als Reserve behielt Cornwallis die Grenadiere, Tarletons Kavallerie und die Garde unter O’Hara zurück.
Die Schlacht wurde äußerst erbittert geführt; die erste amerikanische Linie wurde von den Briten in die Flucht geschlagen, allerdings hielten amerikanische Kavallerie und Scharfschützen an den Flanken die Briten auf. Auch die zweite Linie aus Milizen wurde von den Briten zurückgedrängt; doch wurde dabei General Webster tödlich verwundet. Schließlich trafen die erschöpften und dezimierten britischen Truppen auf die besten amerikanischen Truppen in der dritten Schlachtreihe. Die ersten unkoordinierten Angriffe wurden zurückgeschlagen, Cornwallis schickte die Garde unter O’Hara nach vorne und es entwickelte sich ein unübersichtlicher Kampf, in dem die zahlenmäßig überlegenen Amerikaner die Briten zu überwältigen drohten. Earl Cornwallis traf in diesem Moment eine kaltblütige Entscheidung, als er seine Artillerie mitten in das Handgemenge feuern ließ.
Greene, der eine zweite Niederlage wie die von Horatio Gates in der Schlacht von Camden vermeiden wollte, ließ seine Truppen geordnet abmarschieren. Die Briten waren aufgrund ihrer hohen Verluste nicht in der Lage, eine effektive Verfolgung zu organisieren.

## Folgen der Schlacht
Angesichts der hohen britischen Verluste auf dem Schlachtfeld (etwa 100 Tote und 400 Verwundete von 1900 Mann) wird Guilford Court House oft als britischer Pyrrhussieg bewertet. Cornwallis’ Plan, Greenes Armee in einer Entscheidungsschlacht zu schlagen und somit auszuschalten, war nicht aufgegangen. Die amerikanischen Verluste (offiziell um 80 Tote und 200 Verwundete sowie 1.000 Vermisste) waren durch Milizen relativ schnell auszugleichen, während Cornwallis in Anbetracht seiner Situation auf seine gefallenen Veteranen eigentlich nicht verzichten konnte.
Dem teuer erkauften Erfolg auf dem Schlachtfeld standen kaum zählbare Vorteile für die weitere Gestaltung des Krieges gegenüber. Zwar kontrollierte Cornwallis von Hillsborough aus nun auch North Carolina, aber seine Position war weiterhin unsicher und er marschierte bald zurück zur Küste, um seine Truppen zu verstärken und auszurüsten. In der Folge marschierte er – größtenteils unbelästigt von den nun noch vorsichtiger gewordenen Amerikanern – in Virginia ein und führte dort den Feldzug, der zur Kapitulation bei Yorktown führen sollte. General Greenes amerikanische Armee marschierte südwärts und versuchte, die von Cornwallis zurückgelassenen geschwächten britischen Truppen in South Carolina zu besiegen.

## Anekdoten, Interessantes

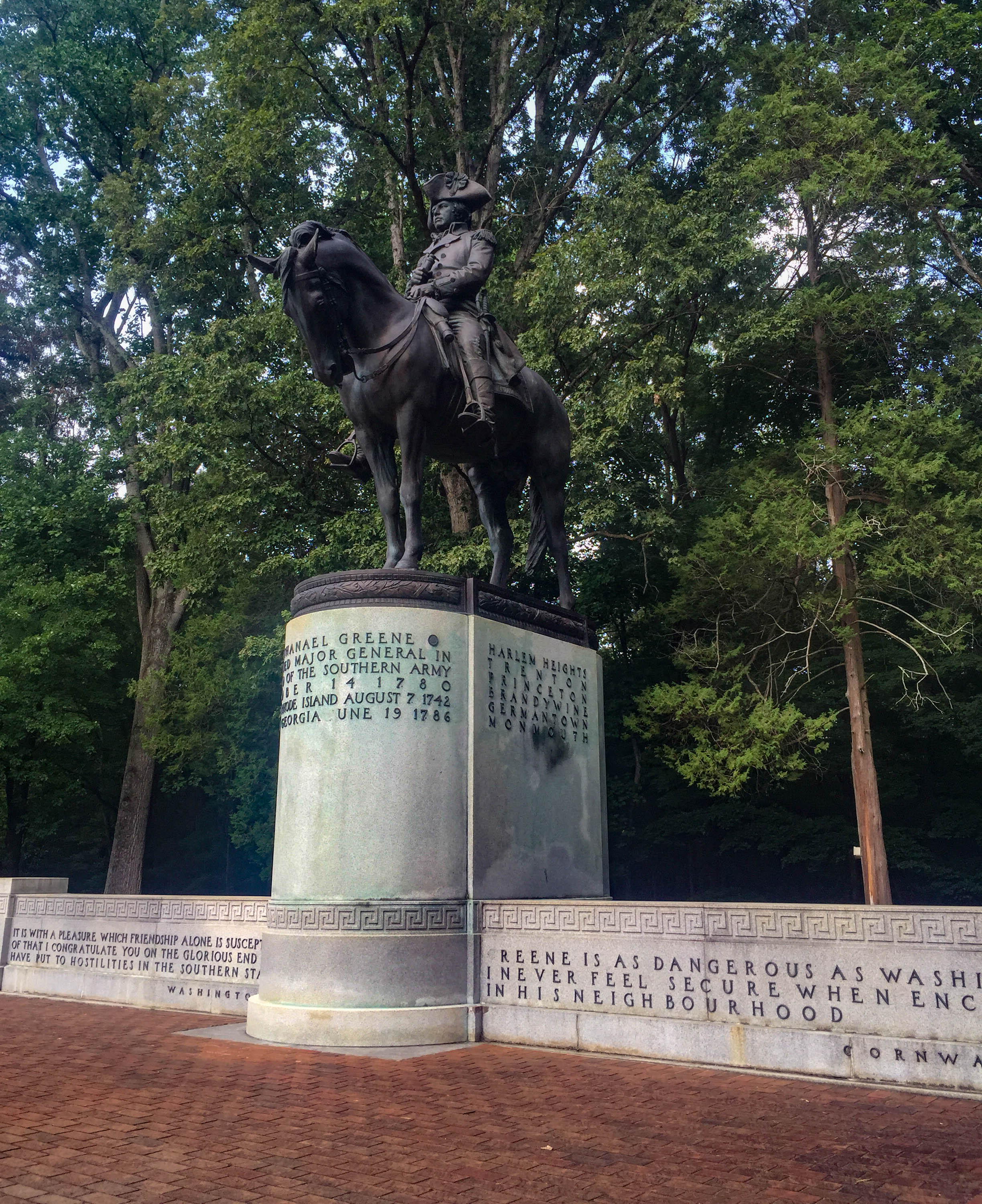
Statue von General Greene im Guilford Courthouse National Military Park (2015)

- General O’Hara, Freund und Stellvertreter von Cornwallis und Kommandeur der Garde-Truppen, flehte – angeblich mit Tränen in den Augen – seinen Vorgesetzten an, auf das Feuern in die Garde zu verzichten; Cornwallis gab den Befehl trotzdem und rettete damit die Schlacht. Die Soldaten scheinen ihm dieses rücksichtslose Vorgehen nicht übel genommen zu haben, denn er blieb ein überaus beliebter Kommandeur.

- General Cornwallis ritt persönlich mehrmals zu den Brennpunkten des Gefechts, um seine Truppen anzufeuern. Dabei ging einmal sein Pferd durch und trug ihn gefährlich nahe an die amerikanischen Linien heran; der Chronist Sergeant Roger Lamb von den Royal Welch Fusiliers ergriff die Zügel und führte seinen General aus dem Gefahrenbereich.

- Durch fehlerhafte Informationen war Cornwallis vor der Schlacht davon überzeugt, es mit 9.000–10.000 Amerikanern und damit einer fünffachen Übermacht zu tun zu haben. Dass er dennoch nicht zögerte anzugreifen, zeugt von Vertrauen in seine disziplinierten britischen Truppen und einem äußerst aggressiven Kampfgeist, den nur wenige britische Generäle im Unabhängigkeitskrieg besaßen.

- Zwei 3-Pfünder-Geschütze der amerikanischen Armee, die in der Schlacht von den Briten erobert wurden, hatten bereits eine interessante Geschichte: Sie waren ursprünglich britisch gewesen, bei Saratoga in die Hände der Amerikaner gefallen, bei Camden von den Briten zurückerobert und bei Cowpens wieder verloren worden. Nach der Kapitulation von Yorktown im Oktober gingen sie endgültig in den Besitz der Amerikaner über.

- In Roland Emmerichs Der Patriot weist die entscheidende Schlacht des Films einige Parallelen zu Guilford Court House auf; zum Beispiel standen sich tatsächlich Greene und Cornwallis als Kommandeure gegenüber; Cornwallis lässt in der entscheidenden Phase der Schlacht (im Film allerdings ohne Effekt) rücksichtslos mit Kanonen ins Zentrum feuern; auch Tarleton (im Film als Tavington bezeichnet) kämpfte mit, aber während er im Film stirbt, überlebte er in Wirklichkeit bis 1833. In der Hollywood-Version der Schlacht sind die britischen Truppen zahlenmäßig weit überlegen, haben den Vorteil der erhöhten Stellung und verlieren dennoch die Schlacht auf Grund des größeren Kampfgeistes der Amerikaner. Alle diese Faktoren waren in der historischen Schlacht exakt andersherum verteilt.

- Seit Oktober 1966 ist das Schlachtfeld als Historic District mit der Bezeichnung Guilford Courthouse National Military Park in das National Register of Historic Places eingetragen.[1] Im Januar 2001 erhielt es den Status eines National Historic Landmarks zuerkannt, wobei es hier als Guilford Court House Battlefield geführt wird.[2]